# Kloster Akner
Das Akner-Kloster (armenisch Ակներ վանք Akner vank') ist ein heute zerstörtes armenisches Kloster nahe dem Dorf Eğner bei Aladağ in der türkischen Provinz Adana. Es wurde ab 1198 erbaut und existierte bis zu den Massakern an den Armeniern 1894–1896, während derer es zerstört wurde.

## Etymologie
Das Kloster war unter verschiedenen Namen bekannt:
1. Akner (Ակներ) (oder Aknaghbyur) bedeutet in der altarmenischen Sprache "Bäche". Das Kloster wurde an einem Platz mit mehreren Bächen nahe dem Dorf Akner erbaut,[2] dem heutigen Dorf Eğner.
2. Akants Anapat (Ականց Անապատ) bedeutet auf westarmenisch der Tempel bei den Strömen.

## Außenansicht
Das Akner-Kloster lag nahe der kleinarmenischen Burg Bardzraberd an der Grenze zwischen den beiden Distrikten Tsakhut (Ցախուտ) und Bardzraberd (Բարձրաբերդ - höhere Festung) nahe dem Dorf Akner (oder Aknaghbyur) am Mittellauf des Flusses Seyhan (Սարան գետ - Bergfluss) auf einem hügeligen Platz voller Bäche.
 Das Akner-Kloster bestand aus drei Kirchen:
1. St. Astvadzatzin (Սբ. Աստվածածին) – Heilige Mutter Gottes.
2. St. Hakob (oder St. Nschan) (Սբ. Հակոբ oder Սբ. Նշան) – Heiliger Jakob (oder Heiliges Zeichen).
3. St. Arakelots (Սբ. Առաքելոց) – Heilige Apostel.

## Geschichte
Akner war eines der bedeutendsten Kloster des Königreichs Kleinarmenien. Es wurde zwischen 1198 und 1203 von König Levon II. erbaut und vom Katholikos Grigor Apirat eingeweiht. Akners Gründung fiel in das Goldene Zeitalter Kilikisch-Armeniens, deshalb diente es auch als Ort des Kriegsrats und der Kirchenversammlung. Neben den klösterlichen Funktionen diente es als
1. Schreibwerkstatt für Manuskripte und handgeschriebene Bücher.
2. Schule und Universität.
3. Matenadaran (Lager mittelalterlicher armenischer Bücher und Manuskripte) sowie Bildergalerie.[4]
4. Haus der armenischen Kirchenmusik.

Akner hatte Kontakte zu zahlreichen anderen Klöstern des mittelalterlichen Armenien. Manuskripte der Mönche Petros, David, Barsegh, Ghazar, Vardan, Nerses, Serovbe (Sohn des Nerses) erzählten von unübertroffenen Fähigkeiten in handschriftlichen und grafischen Werken des Klosters. Seit dem frühen 13. Jahrhundert existierte ein Akner-Religionshaus im Kloster. 1273 wurde Grigor Aknertsi Leiter des Ordens von Akner. Er schrieb dort das Buch "Die Geschichte der Nestorianer" (Պատմութիւն վասն ազգին նետողաց).
Im 13. Jahrhundert gründete Akners Religionshaus, das mit anderen Abteien Kleinarmeniens wie den Klöstern Grner und Bardzraberd zusammenarbeitete, eine berühmte Grafikschule.
Im Akner-Kloster studierten viele aufgeklärte Persönlichkeiten wie die Mönche Poghos (Պողոս), Grigor (Գրիգոր), Karapet (Կարապետ), Hovhannes (Հովհաննես), Ruben (Ըռուբեն) und Barsegh (Բարսեղ). Der armenische Katholikos Grigor Anavarzatsi (Գրիգոր Է Անավարզեցի) schrieb in einem Brief an den König Levon II. 1306: "Akners Religionshaus besteht aus sehr anständigen, vorbildlichen und klugen Leuten".
Im Jahre 1307, bei der großen Kirchenversammlung in der Hauptstadt Sis, nahm auch das Religionshaus Akners, geleitet von Archimandrit Vardan und Abt Sargis, teil. König Hethum I. zog sich nach seinem Rücktritt 1270 in das Akner-Kloster zurück. Im Akner-Kloster wurden König Levon II., Paghtin Marajakht, zahlreiche Prinzen, Äbte und Mönche begraben. 1375 wurde das Kloster von den Mamelucken beschädigt. Viele Jahre später wurde das Kloster im 18. Jahrhundert wiedererbaut. Akner diente als armenisches Kloster im Vilâyet Adana des Osmanischen Reiches. Bei den Massaker an den Armeniern 1894–1896 wurde das Kloster endgültig zerstört.

## Manuskripte von Akner
Das Matenadaran-Institut enthält zahlreiche Manuskripte sowie in Akner geschriebene Bücher aus den Jahren 1215 bis 1342. Darunter sind Werke wie Chroniken, Bibeln, Reproduktionen der Werke von Mesrop Maschtoz und Grigor Narekazi, Scharakane (Sammlung armenischer Hymnen) sowie von Agathangelos’ "Geschichte von Armenien". Die Malerschule aus Akner übte eine neue Technik der Malerei und der Ikonografie aus, die charakteristisch für ihre Gleichmäßigkeit der menschlichen Körper und der realistischen Bilder war. Das beste Beispiel ihres Stils ist "Die Bibel der Königin Keran" (Կեռան թագուհու Ավետարանը), geschrieben 1272 und gewidmet einem anderen berühmten Buch, dass bereits zuvor in Akner geschrieben wurde: "Das Kloster, genannt Akner" (Ի վանս, որ կոչի Ակներ).